# Adenom
Ein Adenom (von altgriechisch ἀδήν adēn „Drüse“ und -ωμα -ōma als Wortteil mit der Bedeutung von „Geschwulst“, „Erguss“) ist eine gutartige Geschwulst aus Schleimhaut oder Drüsengewebe und kann generell jedes Organ betreffen.
Am häufigsten kommt das Adenom jedoch im Magen-Darm-Trakt als Polyp vor. Weitere häufige Formen betreffen die Schilddrüse, die Nebennieren und die Eierstöcke. In der weiblichen Brust beziehungsweise Milchdrüse tritt es meist als Fibroadenom unter Beteiligung von Drüsen- und Bindegewebe auf.
Bei Auftreten mehrerer Adenome spricht man von Adenomatose.

## Verschiedene Adenome

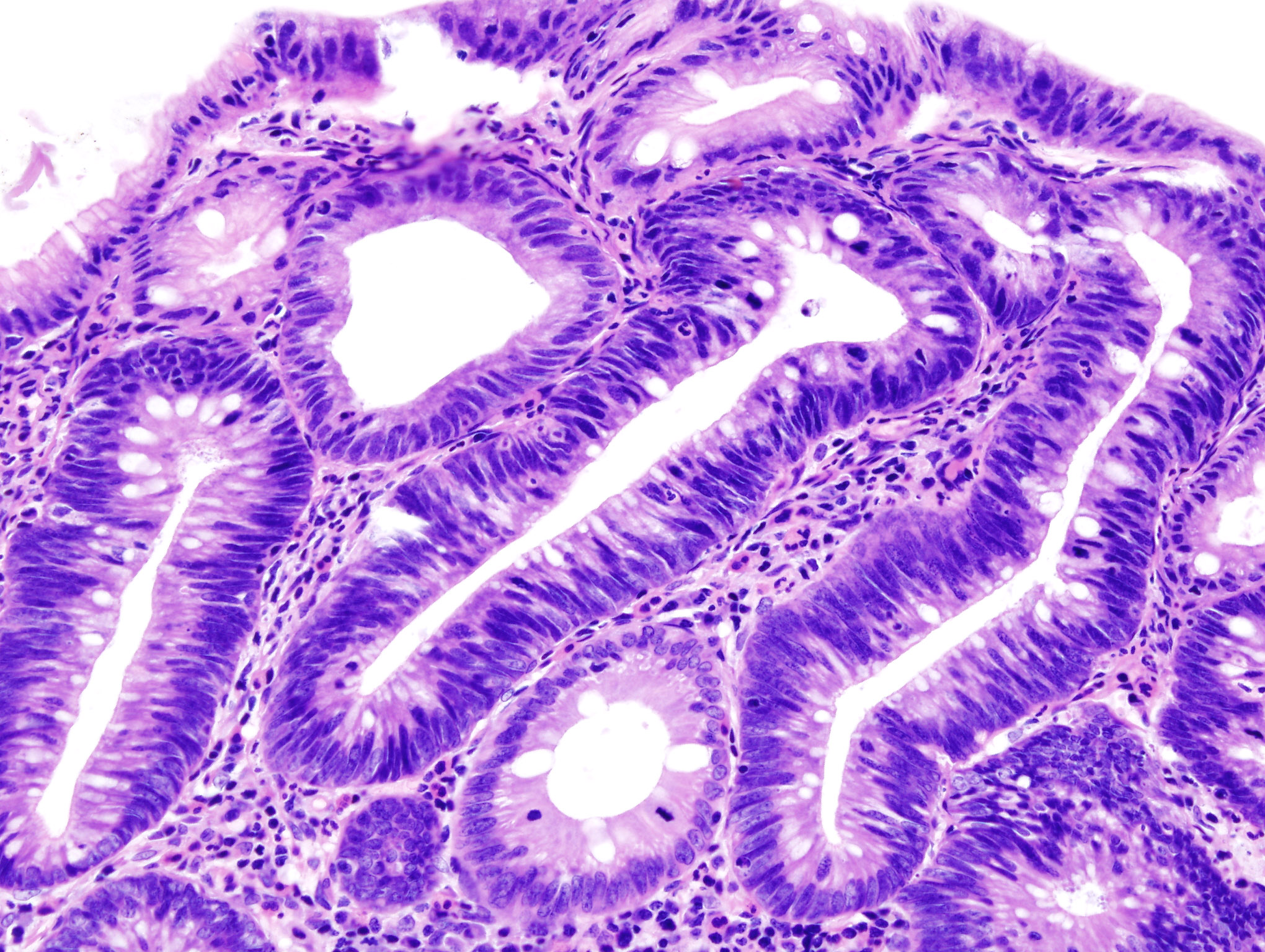
Adenom des Dickdarms (feingeweblicher Schnitt)

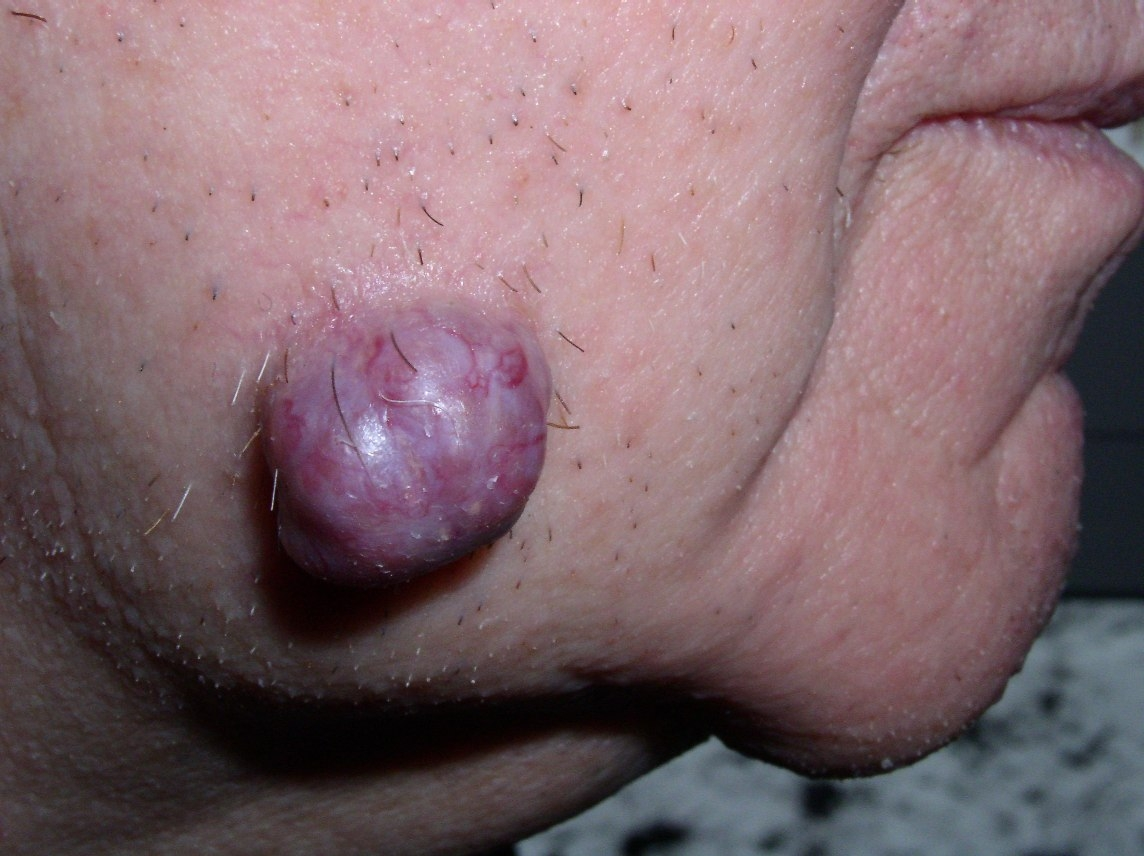
Hidradenom der Schweißdrüsen

- Adenome des Magen-Darm-Traktes wölben sich in den Darm hinein und können während der Stuhlpassage oder des Wachstums zu Blutbeimengungen im Stuhl führen.
 Da eine Neigung zur Umwandlung der Adenome in bösartigen Krebs besteht, erfolgt die Diagnose[1][2] und Entfernung im Rahmen einer Darmspiegelung, sowie einer anschließenden mikroskopischen Untersuchung, um Darmkrebs auszuschließen.
- Adenome der Mandeln, bei den Rachenmandeln auch landläufig als Polypen bezeichnet, können zu Atemschwierigkeiten und erhöhter Infektionsanfälligkeit der HNO-Bereiche führen. Meist werden bei Beschwerden bereits im Kindesalter die Rachenmandeln gekappt oder ganz entfernt (Adenotomie, operativ mittels Schabemesser oder Laser); Wichtig ist die Beachtung der Blutungsneigung, die zu postoperativen Komplikationen führen könnte.
- Adenome der Schweißdrüsen kommen sehr selten vor.
- Adenome der Schilddrüse produzieren unter Umständen überschüssige Hormone. Dabei kann das Spektrum der Symptome von Herzrasen, Zittern, Schwitzen und Gewichtsabnahme bis zu Heißhunger reichen. Der betroffene Teil der Schilddrüse wird operativ entfernt oder durch Radiojodtherapie zerstört.
- Adenome der Nebennieren produzieren ebenfalls Hormone, wobei die Symptome je nach Hormon unterschiedlich sind. Adenome der Nebennieren werden durch operative Entfernung des Adenoms oder der betroffenen Nebenniere behandelt.
- Adenome der Prostata (benigne Prostatahyperplasie BPH) treten bei Männern ab 50 Jahren häufig auf, die BPH gilt als Volkskrankheit.
- Bei Adenomen der Eierstöcke treten Beschwerden erst auf, wenn sie durch ihre Größe andere Organe verdrängen. Die häufigsten Symptome sind dabei Völlegefühl, Entleerungsstörungen von Darm und Blase, sowie Kreuz- und Unterleibsschmerzen. Produziert das Adenom Hormone, kann es zu Blutungen außerhalb der Regel kommen. Eine Therapie erfolgt nach der Größe des Adenoms entweder durch Laparoskopie oder offene, operative Entfernung des betroffenen Eierstocks.
 Ab dem 40. Lebensjahr wird zusätzlich der Eileiter entfernt, nach den Wechseljahren die Gebärmutter, beide Eileiter und Eierstöcke.
- Fibroadenome sind der häufigste gutartige Brusttumor zwischen dem 20. und 40. Lebensjahr. Sie sind in der Brust als Knoten tastbar, sind gut gegen das umliegende Brustgewebe abgrenzbar und leicht zu verschieben. Die Diagnose erfolgt durch Sonographie oder Punktion. Das Fibroadenom der Brust entartet praktisch nicht. Es wird angenommen, dass eine hormonelle Dysregulation der Östrogene und Gestagene für die Entstehung verantwortlich ist. Bei Tieren sind sie vor allem bei Katzen häufiger (→ Feline Fibroadenomatose).
- Leberzelladenome können bei Frauen mit einer genetischen Disposition aufgrund von langjähriger Einnahme oraler Kontrazeptiva entstehen. Sie sind von einer Kapsel umgeben, treten einzeln oder in Gruppen auf, sind am häufigsten im rechten Leberlappen zu finden und werden mehrere Zentimeter groß. Oft kommt es zu einer Diagnose aufgrund von starken Bauchschmerzen infolge der Nekrose oder einer Blutung eines Adenoms. Etwa ein Zehntel der Blutungen sind so stark, dass sie lebensgefährlich werden. Die Diagnose ist durch Computertomographie mit einem Kontrastmittel möglich, wobei eine Abgrenzung zur fokalen nodulären Hyperplasie (FNH) durch Funktionsszintigraphie nötig ist. Falls es zu einer Diagnose kommt, ist unbedingt die weitere Hormoneinnahme zu unterlassen. Bei sehr großen Adenomen (Durchmesser von 10 cm und mehr) wird unter Umständen zu einer chirurgischen Entfernung geraten, ansonsten ist eine Therapie normalerweise nicht notwendig, da der Übergang zu einem Karzinom nicht bekannt ist.[3]
- Hypophysenadenome sind gutartige Tumoren, die zur Mehrausschüttung eines oder mehrerer Hormone des Hypophysenvorderlappens führen. Die Beschwerden hängen stark davon ab, welche Hormone übermäßig gebildet werden. Häufigstes Hypophysenadenom ist das Prolaktinom, das eine vermehrte Ausschüttung des Hormons Prolaktin verursacht. Bei Frauen kann dies zu Zyklusstörungen, Sterilität, Brustwachstum und Milchfluss führen. Bei Männern wird häufig sexuelles Desinteresse, selten eine Brustvergrößerung oder Brustschmerzen beobachtet. Ein anderes Hypophysenadenom produziert übermäßig viel Somatotropin (Wachstumshormon). Bei Kindern bewirkt dies Riesenwuchs, bei Erwachsenen vergrößerte Hände, Füße, Nase, Kinn, Lippen oder Zunge (Akromegalie). Drückt der Tumor auf gesundes Hypophysengewebe, kommt es manchmal neben der Überfunktion der einzelnen Hormone auch zur Unterfunktion der Hypophyse. Bei der Diagnosesicherung werden die im Verdacht stehenden Hormone im Blut bestimmt und der Tumor mit Computertomographie oder Kernspintomographie gesucht. Bei Verdacht auf einen Wachstumshormon produzierenden Tumor müssen auch Provaktionstests durchgeführt werden (Glukosebelastungstest). Ziel der Behandlung ist die vollständige Entfernung des Tumors. Bei Wachstumshormon produzierenden Tumoren besteht zudem die Möglichkeit, den Tumor medikamentös zu verkleinern. Dies geschieht besonders vor einer Operation, wenn der Tumor für eine komplette Entfernung noch zu groß oder nur schwer vom benachbarten Gewebe abzugrenzen ist. Falls eine Operation nicht durchführbar ist, werden Medikamente zur Behandlung bei Akromegalie (z. B. Lanreotid, Octreotid oder Pegvisomant) und beim Prolaktinom (z. B. Bromocriptin, Lisurid, Quinagolid oder Cabergolin) eingesetzt. Bei nicht durchführbarer Operation und erfolgloser medikamentöser Therapie kommt eine Strahlentherapie zur Tumorverkleinerung in Betracht.
- Das pleomorphe Adenom ist ein gutartiger Tumor, der häufig in der Ohrspeicheldrüse (Parotis), seltener in anderen Speicheldrüsen auftritt.
- Im Rahmen einer genetisch bedingten multiplen endokrinen Adenomatose kann ein primärer Hyperparathyreoidismus[4] auftreten.